# Nico Selenati
Nico Selenati (né le 30 juillet 1996 à Uster) est un coureur cycliste suisse.

## Biographie
En 2013, Nico Selenati remporte la médaille de bronze en poursuite par équipes lors des championnats d'Europe sur piste juniors, associé à Simon Brühlmann, Chiron Keller et Patrick Müller. L'année suivante, il termine deux fois sur le podium au championnat d'Europe junior avec l'argent en course à l'américaine avec Patrick Müller et le bronze en poursuite par équipes (avec Patrick Müller, Lukas Rüegg et Martin Schäppi). En 2014, il gagne sur route le Championnat de Zurich juniors, avant de devenir champion de Suisse de vitesse par équipes sur la piste, avec Reto Müller et Jan Keller. En 2016, il répète ce succès avec Andreas Müller et Reto Müller et termine troisième du championnat d'Europe de scratch espoirs.
En 2017, il participe à ses premiers championnats d'Europe sur piste avec les élites à Berlin.

## Palmarès sur route

### Par année
- 2014
  - Prix des Vins Henri Valloton juniors
  - Championnat de Zurich juniors
  - 3e du championnat de Suisse du contre-la-montre juniors
- 2015
  - Grand Prix Oberes Fricktal
  - 1re étape du Tour de Nouvelle-Calédonie (contre-la-montre par équipes)
- 2016
  - 2e du championnat de Suisse sur route espoirs
  - 3e du Critérium du Printemps
- 2017
  - Grand Prix Mobiliar
- 2018
  - Grand Prix Olten

### Classements mondiaux
| Année           | 2018   |
| --------------- | ------ |
| UCI Europe Tour | 1 288e |

## Palmarès sur piste

### Championnats du monde
- Pruszków 2019
  - 10e de l'américaine

### Championnats d'Europe
| Édition / Épreuve          | Poursuite par équipes | Scratch | Américaine |
| Anadia 2013 (juniors)      | Bronze                |         |            |
| Anadia 2014 (juniors)      | Bronze                |         | Argent     |
| Montichiari 2016 (espoirs) |                       | Bronze  |            |
| Aigle 2018 (espoirs)       | Argent                | Argent  | Bronze     |

### Jeux européens
| Édition / Épreuve | Poursuite par équipes |
| Minsk 2019        | Bronze                |

### Championnats de Suisse
- 2014
  -  Champion de Suisse de vitesse par équipes (avec Jan Keller et Reto Müller)
- 2016
  -  Champion de Suisse de vitesse par équipes (avec Andreas Müller et Reto Müller)
  - 2e de la course à l'élimination
- 2017
  -  Champion de Suisse de poursuite par équipes (avec Claudio Imhof, Patrick Müller, Lukas Rüegg et Reto Müller)
- 2018
  - 2e de la course aux points
- 2019
  - 2e du keirin
  - 2e du scratch